# 3e cérémonie des New York Film Critics Circle Awards
Les 3e New York Film Critics Circle Awards, décernés par le New York Film Critics Circle, ont été annoncés le 30 décembre 1937, présentés le 9 janvier 1938, et ont récompensé les films réalisés l'année précédente.

## Palmarès

### Meilleur film
- La Vie d'Émile Zola (The Life of Emile Zola)
  - Capitaines courageux (Captains Courageous)

### Meilleur réalisateur
- Gregory La Cava pour Pension d'artistes (Stage Door)
  - Victor Fleming pour Capitaines courageux (Captains Courageous)

### Meilleur acteur
- Paul Muni pour le rôle d'Émile Zola dans La Vie d'Émile Zola (The Life of Emile Zola)
  - Spencer Tracy pour le rôle de Manuel Fidello dans Capitaines courageux (Captains Courageous)

### Meilleure actrice
- Greta Garbo pour le rôle de Marguerite Gautier dans Le Roman de Marguerite Gautier (Camille)
  - Katharine Hepburn pour le rôle de Terry Randall dans Pension d'artistes (Stage Door)

### Meilleur film en langue étrangère
- Mayerling •  France
  - Le député de la Baltique (Deputat Baltiki) •  Union soviétique